# Charlotta Fougberg
Charlotta Fougberg (ur. 19 czerwca 1985) – szwedzka lekkoatletka specjalizująca się w biegach średnich, uczestniczka drużynowych mistrzostw Europy.
Bez powodzenia startowała na mistrzostwach świata w Moskwie i Pekinie.
W 2014 roku w Zurychu została mistrzynią Europy w biegu na 3000 m z przeszkodami.
Wielokrotna mistrzyni Szwecji w biegach na 3000 i 5000 metrów.

## Osiągnięcia
| Rok  | Impreza                                   | Miejsce        | Konkurencja                        | Lokata      | Wynik    |
| ---- | ----------------------------------------- | -------------- | ---------------------------------- | ----------- | -------- |
| 2011 | Superliga drużynowych mistrzostw Europy   | Sztokholm      | bieg na 3000 metrów                | 11. miejsce | 9:24,86  |
| 2013 | Halowe mistrzostwa Europy                 | Göteborg       | bieg na 3000 metrów                | eliminacje  | 9:21,15  |
| 2013 | I liga drużynowych mistrzostw Europy      | Dublin         | bieg na 3000 metrów                | 3. miejsce  | 9:17,83  |
| 2013 | Mistrzostwa świata                        | Moskwa         | bieg na 3000 metrów z przeszkodami | eliminacje  | 9:59,17  |
| 2014 | Superliga drużynowych mistrzostw Europy   | Brunszwik      | bieg na 3000 metrów z przeszkodami | 1. miejsce  | 9:35,92  |
| 2014 | Mistrzostwa Europy                        | Zurych         | bieg na 3000 metrów z przeszkodami | 2. miejsce  | 9:30,16  |
| 2014 | Puchar interkontynentalny                 | Marrakesz      | bieg na 3000 metrów z przeszkodami | 5. miejsce  | 10:07,62 |
| 2015 | Halowe mistrzostwa Europy                 | Praga          | bieg na 3000 metrów                | 11. miejsce | 9:05,50  |
| 2015 | Superliga drużynowych mistrzostw Europy   | Czeboksary     | bieg na 3000 metrów z przeszkodami | 7. miejsce  | 10:06,37 |
| 2015 | Mistrzostwa świata                        | Pekin          | bieg na 3000 metrów z przeszkodami | eliminacje  | 9:50,79  |
| 2016 | Igrzyska olimpijskie                      | Rio de Janeiro | bieg na 3000 metrów z przeszkodami | eliminacje  | 9:31,16  |
| 2016 | Mistrzostwa Europy w biegach przełajowych | Chia           | bieg seniorek                      | 14. miejsce | 26:12    |
| 2017 | Halowe mistrzostwa Europy                 | Belgrad        | bieg na 3000 metrów                | 12. miejsce | 9:09,53  |
| 2017 | Mistrzostwa świata                        | Londyn         | bieg na 3000 metrów z przeszkodami | eliminacje  | 10:21,21 |
| 2018 | Puchar Europy w biegu na 10 000 metrów    | Londyn         | bieg na 10 000 metrów              | 23. miejsce | 33:13,44 |
| 2018 | Mistrzostwa Europy                        | Berlin         | bieg na 5000 metrów                | 9. miejsce  | 15:24,36 |
| 2018 | Mistrzostwa Europy                        | Berlin         | bieg na 10 000 metrów              | 7. miejsce  | 32:43,04 |
| 2018 | Mistrzostwa Europy w biegach przełajowych | Tilburg        | bieg seniorek                      | 13. miejsce | 27:17    |
| 2019 | Puchar Europy w biegu na 10 000 metrów    | Londyn         | bieg na 10 000 metrów              | 13. miejsce | 32:40,09 |
| 2019 | Mistrzostwa świata                        | Doha           | maraton                            | 18. miejsce | 2:49:17  |
| 2020 | Mistrzostwa świata w półmaratonie         | Gdynia         | półmaraton                         | 18. miejsce | 1:10:19  |
| 2020 | Mistrzostwa świata w półmaratonie         | Gdynia         | półmaraton (drużynowo)             | 8. miejsce  |          |

## Rekordy życiowe
- bieg na 3000 metrów z przeszkodami – 9:23,96 (2014) rekord Szwecji
- bieg na 3000 metrów (stadion) – 8:58,56 (2014)
- bieg na 3000 metrów (hala) – 8:55,21 (2017)
- bieg na 5000 metrów – 15:23,80 (2018)
- bieg na 10 000 metrów – 32:34,47 (2018)